# Ajito ism
ajito ism（あじと いずむ）は、東京都品川区大井町に店を構えていたラーメン店。2022年に閉店した。

## 概要
ajito ismの名物となった「ベジポタつけ麺」は、「ベジポタ」の命名を最初に使用したこともあり、日本全国にベジポタラーメンブームを巻き起こすことになった。

## 歴史
三浦康弘はミュージシャンを目指していたが挫折し、21歳の時には料理人を目指すようになる。芝浦の創作フレンチ店で基礎を学び、その後はカフェレストランで料理長を務めた。しかし、突然にパニック障害を発症し、帰宅途中の電車内で過呼吸になって救急外来に駆け込むことが何度も続く。当時は、「パニック障害」という病名も認知度が低く、訳もわからないまま投薬しつつ仕事を続けてた。
27歳の時に、働きたかったカフェから声がかかるようになり、そこで、料理に対して楽しいと思えるようになった。料理と音楽を同じように考え、仕込みが作詞作曲、調理がレコーディング、客へ提供する皿はレコードといった具合に分割して考えたことで、料理の腕前も上がり、姉妹店のカフェも任されるようになった。三浦は、発信する側になったことで、他の人の真似はできないような、自分で考えて自分でブームになるものを作っていくのが楽しかったと回想する。
しかしながら、順調に行ったのはここまでで、次のステップに進もうとした矢先に話が立ち消えとなり、意気消沈した三浦は、料理界から離れて音楽ライターの道を模索する。だが、音楽ライターへの道もうまくは行かず、32歳のときに再び料理人に戻ろうとしたが、料理界には自分の居場所はなく「俺だったらどこにでも行ける」という考えをへし折られることになった。
競馬の馬券が当たり、その当選金を資金として2007年7月3日、大井町に「ajito」として開業する。三浦、37歳の時であった。4坪のスナック跡地に、コンロ1台、ゴトク1台という小さな店舗であった。開業日を7月3日にしたのは三浦を育ててくれた祖母の名前「なみ」に由来する。
後に「ベジポタ」と呼ばれるようになるダイコン、ニンジン、タマネギ、セロリ、トマト、ニンニク、ショウガなどの野菜のとろみと背脂、鶏ガラ、魚介出汁をブレンドした醤油味スープの「ajitoのつけ麺」は、他店にも影響を与えるベジポタの先駆者的存在となった。なお、同様のラーメンはせたが屋雲が先行するが、時代が早過ぎたこともあり、追従店は現れていない。
ajitoは、隠れ家的な店舗、店主の個性、他にはない味とが人気を博した。
その後、トマトやバジル、チーズなどを加えた洋風仕立ての「つけ麺ロッソ」、トマトなど多種類の野菜を煮込んだソースにチーズとミックススパイスを加え、具にサラミやアンチョビ、チーズを混ぜ込んで食べる和洋折衷の麺料理「ピザソバ」を発表。パスタではないのか? と問われることも多いが菅野製麺所による太麺のラーメンを使用している。
ajitoのラーメンは、ラーメン界におけるつけ麺、まぜそばの領域を拡張していったと言える。
三浦自身は、六厘舎、TETSU、中華蕎麦とみ田がつけ麺ブームを巻き起こし、せたが屋、けいすけ、麵屋武蔵といった先駆者が従来のラーメンからちょっと外れたレールを作ってくれたおかげで、自分もうまくブームに乗れたのだと語っている。
2013年5月、同じ大井町内で移転を行い「ajito ism」としてリニューアルする。同年、TRYラーメン大賞のTRY名店部門に新設された「汁なし部門」で1位を獲得する。その後、TRYラーメン大賞汁なし部門で5連覇を果たし、名店部門殿堂店となる。
2022年5月、年内に閉店することが告知され、2022年12月15日に閉店した。
2023年3月21日に千葉県松戸市馬橋で「三つ由」を開業している。実は、三つ由を移転開業する前、三浦はラーメン業界からは足を洗って、写真スタジオを作ろうと、秋葉原に物件を探してた。それがコロナ禍でとん挫したのであった。三浦自身は、料理人としてキャリアを積み重ねていたのに音楽業界に行こうとしたことを、もう一度やろうとしていたと気づき、ラーメンに助けられ、持ち上げてもらったんだから、ラーメンをやらないとダメだと考えを改め、三つ由の開業に至った。

## ベジポタ
ajito開業前に三浦が考案したラーメンである。
当時、大盛パスタが流行していたことから発想を得ており、フライパンも振れない厨房の設備から、つけ麺にすることを思い至った。ラーメン店を食べ歩いた三浦が、最後に食べた六厘舎のつけ麺が、太麺につけ汁がのってくる感じを受け取り、これは料理として正しいなと思ったからでもある。さらには三浦の友人が、ラーメンが好きだが野菜が摂れないことを話していたことから、野菜でとろみつけた最初のベジポタを完成させた。
当初は「ベジポタ」の名前ではなく、大崎裕史は「ajito系」と呼んでいた。その後、石山勇人が、ajitoの野菜を使った濃厚スープのつけ麺を「ベジタブルポタージュ」と評し、それを略して「ベジポタ」と命名した。